# Tagliolo Monferrato
Tagliolo Monferrato (piemontiul: Tajeu vagy Tajeo) település Olaszországban, Piemont régióban, Alessandria megyében. Lakosainak száma 1493 fő (2023. január 1.). Tagliolo Monferrato Belforte Monferrato, Bosio, Casaleggio Boiro, Lerma, Ovada, Silvano d’Orba és Rossiglione községekkel határos.

## Népesség
A település lakossága az elmúlt években az alábbi módon változott:
| Lakosok száma | 1566 | 1567 | 1493 |
|               | 2017 | 2018 | 2023 |